# Floyd (Iowa)
Floyd – miasto w Stanach Zjednoczonych, w stanie Iowa, w hrabstwie Floyd. W 2000 roku liczyło 361 mieszkańców.